# Moherski klifi
Moherski klifi (irsko Aillte in Mhothair)  so obmorski klifi na jugozahodnem robu regije Burren v grofiji Clare na Irskem . Dolgi so okoli 14 kilometrov. Na južnem koncu se dvigujejo 120 metrov nad Atlantskim oceanom pri Hag's Head (Ženska glava) in osem kilometrov severno dosežejo svojo najvišjo višino 214 metrov severno od O'Brienovega stolpa, okroglega kamnitega stolpa blizu sredine pečine, ki ga je leta 1835 zgradil sir Cornelius O'Brien in se nadaljujejo na nižjih višinah. Najbližji naselji sta Liscannor (6 km južno) in Doolin (7 km severno).
S klifov in z vrha stolpa obiskovalci lahko vidijo Aranske otoke v zalivu Galway, gorovji Maumturks in Twelve Bens (Dvanajst vrhov) na severu v okrožju Galway in Loop Head na jugu. Klifi se uvrščajo med najbolj obiskane turistične kraje na Irskem z okrog 1,5 milijona obiskov letno. 

## Ime
Klifi se imenujejo po trdnjavi na rtu, imenovani Mothar ali Moher, ki je nekoč stala na Hag's Head, najjužnejši točki strme obale, kjer je zdaj Moherski stolp. Pisatelj Thomas Johnson Westropp je leta 1905 omenil 'Moher Uí Ruis ali Moher Uí Ruidhin.  Utrdba je tam stala še leta 1780 in je omenjena v zapisu Johna Lloydsa Short Tour of Clare (1780).  Leta 1808 je bila porušena in material je bil uporabljen za razgledni/telegrafski stolp, ki naj opozarjal na nevarnost ob francoskem vdoru med napoleonskimi vojnami. 

## Turizem
Klifi so eden najbolj priljubljenih turističnih ciljev na Irskem. Leta 2006 je bilo skoraj milijon obiskovalcev (po podatkih turističnega centra za obiskovalce skupaj z obiskovalci drugih krajev); skupna številka je zdaj okoli 1,5 milijona letno [10]. Od leta 2011 so postali del Geoparka Burren in Moherski klifi, enega od mnogih po vsej Evropi, članic mreže evropskih geoparkov, svetovne mreže parkov. Klifi so tudi nadzorna točka na uradni turistični poti Wild Atlantic Way (Divja atlantska pot) ref>»Ireland's Wild Atlantic Way aims to rival California's Pacific Coast Highway«. 'Belfast Telegraph' newspaper. 28. februar 2014. Pridobljeno 1. februarja 2017.</ref>.
Pečine so dostopne na več točkah, je tudi 18 km dolga pot ob pečinah (Cliff Walk), a večina obiskovalcev pride v turistični center.

### Center za obiskovalce
V devetdesetih letih je lokalna oblast grofije Clare začela razvojne načrte, ki obiskovalcem omogočajo, da doživijo pečine brez pomembnih, vsiljivih, udobnih pripomočkov. V skladu s tem je bil sodoben center za obiskovalce, Cliffs of Moher Visitor Experience, vgrajen v pobočje, ki je bližje pečinam. Center naj bi bil okoljsko občutljiv pri uporabi sistemov obnovljivih virov energije, vključno z geotermalnim ogrevanjem in hlajenjem, sončnimi ploščami in recikliranjem odpadne vode .
Center, vreden 32 milijonov EUR, je bil načrtovan in zgrajen v 17 letih in bil uradno odprt februarja 2007. Razstave, tudi interaktivni mediji, predstavljajo geologijo, zgodovino, rastlinstvo in živalstvo klifov. Velik večpredstavnostni zaslon prikazuje pečine s ptičje perspektive in podvodne jame pod njimi. Na voljo sta tudi dve kavarni in več trgovin.

### Priznanje
Turistični center (Cliffs of Moher Visitor Experience) je dobil nagrado Interpret Britain & Ireland Awards 2007, ki jo je podelila zveza za dediščino (Association of Heritage Interpretation, AHI). Čeprav je bila nagrada namenjena za razstavo Atlantic Edge, je zveza ocenila celoten center in lokacijo, center za obiskovalce naj bi bil "eden najboljših objektov, ki so jih sodniki videli kdaj koli." 

### Pregled
Uradna obalna pot ob Moherskih klifih je dolga 18 km, od Hag's Head do Doolina, mimo centra za obiskovalce in O'Brienovega stolpa, s čudovitim razgledom, tudi ob dežju ali morski megli.
V bližini centra sta dve poti, uradna je malo varnejša, neuradna pot pa se približa robu. Julija 2016 je bila tako imenovana Cliff Walk zunaj uradne trase začasno zaprta zaradi nevarnosti padcev. Ljudje so bili opozorjeni, naj ostanejo na uradni poti blizu roba pečine, namesto na neuradni prav ob robu.
Posebni izleti s plovili omogočajo turistom, da si ogledajo pečine z morske strani, lahko tudi z letali z letališča Connemara.

## Geologija in narava
Pečine sestavljajo predvsem plasti skrilavca in peščenjaka iz namurskega obdobja [22],  najstarejše kamnine so na dnu pečine. Mogoče je videti 300 milijonov let stare rečne kanale, ki tvorijo diskordanco (nevzporednost skladov zaradi tektonskih procesov) na dnu klifov.
Na vrhuncu sezone na skalah živi približno 30.000 parov ptic 20 vrst. [23] Med njimi so atlantski mormoni, ki živijo v velikih kolonijah v osamljenih predelih pečine, na majhnih otokih Goat Islands [23], in male njorke. To je pomembno območje ptic. [24]
Vidim lahko vse, od sivih tjulnjev (Halichoerus grypus) do pliskavk, delfinov, ščukastih kitov (Balaenoptera acutorostrata) in morskih psov orjakov (Cetorhinus maximus), občasno tudi opah (Lampris). Na kopnem so našli divje koze, lisice, jazbeca in irskega zajca skupaj z različnimi pasmami goveda. 
Moherski klifi so sicer najbolj znani klifi Irske, ne pa najvišji. Tako na primer klifi Slieve League v irski grofiji Donegal dosežejo višino 601 m in klifi Croaghaun na otoku Achill v grofiji Mayo 664 m. Omenjeni klifi še niso turistično razviti in so zato malo znani.

## V popularni kulturi
Moherski klifi so znani iz številnih medijev, iz filmov, kot je  Princesa nevesta (The Princess Bride (1987) (za Klife norosti v tem filmu, Cliffs of Insanity), Harry Potter in princ mešane krvi (2009) in Prestopno leto (Leap Year) (2010). Klifi so omenjeni v filmu Martina Scorseseja Med življenjem in smrtjo (1999) in v dokumentarcu iz leta 2008 Deskanje na valovih (Waveriders) kot lokacija velikega vala za deskanje, imenovanega Aileens. 
V glasbi so bili klifi prizorišče glasbenih videov skupin Maroon 5 Runaway!, Westlife My Love in pevca Richa Mullinsa The Color Green. Pepel pevke Dusty Springfield je bil raztresen po pečinah.

## Fotografije
- O'Brienov stolp, višina klifa okoli 200 m
- Pogled proti severu in O'Brienovemu stolpu
- Pogled proti vzhodu
- Pogled proti jugu
- Panorama, december 2006
- Pogled proti severovzhodu, september 2007
- Sončni zahod, februar 2005
- Pogled na Hag's Head ob slabem vremenu
- Turisti brez strahu gledajo čez klif